# Радомский департамент
Радомский департамент (пол. Departament radomski) — департамент Варшавского герцогства со столицей в Радоме, существовавший с 1810 по 1815 год. Он был учрежден королевским указом от 24 февраля 1810 г. из части Новой Галиции, присоединенной к Варшавскому герцогству. 17 апреля 1810 г. оно было разделено на поветы и гмины. В 1816 году был преобразован в сандомирское воеводство Царства Польского.

## Административное деление
Департамент состоял из 10 поветов:
- Келецкий
- Коньский
- Козеницкий
- Опатувский
- Опочненский
- Радомский
- Сандомирский
- Солецкий
- Сташувский
- Шидловецкий